# Saltos ornamentais no Campeonato Mundial de Esportes Aquáticos de 2013 - Trampolim 3 m sincronizado masculino
A prova de trampolim 3 m sincronizado masculino dos saltos ornamentais no Campeonato Mundial de Esportes Aquáticos de 2013 foi realizada no dia 23 de julho na Piscina Municipal de Montjuïc em Barcelona. 

## Calendário
| Fase       | Data        |
| ---------- | ----------- |
| Preliminar | 23 de julho |
| Final      | 23 de julho |

## Medalhistas
| Ouro                       | Prata                                     | Bronze                                 |
| China · Qin Kai · He Chong | Rússia · Ilya Zakharov · Evgeny Kuznetsov | México · Rommel Pacheco · Jahir Ocampo |

## Resultados
Esses foram os resultados da competição.
| Pos.              | Saltadores                                | Nacionalidade        | Preliminar | Preliminar | Final  | Final |
| Pos.              | Saltadores                                | Nacionalidade        | Pontos     | Pos.       | Pontos | Pos   |
| ----------------- | ----------------------------------------- | -------------------- | ---------- | ---------- | ------ | ----- |
| Medalha de ouro   | Qin Kai He Chong                          | China                | 454.32     | 1          | 448.86 | 1     |
| Medalha de prata  | Ilya Zakharov Evgeny Kuznetsov            | Rússia               | 445.32     | 2          | 428.01 | 2     |
| Medalha de bronze | Rommel Pacheco Jahir Ocampo               | México               | 404.97     | 6          | 422.79 | 3     |
| 4                 | Patrick Hausding Stephan Feck             | Alemanha             | 427.68     | 3          | 411.27 | 4     |
| 5                 | Troy Dumais Michael Hixon                 | Estados Unidos       | 406.98     | 5          | 410.85 | 5     |
| 6                 | Ooi Tze Liang Ahmad Amsyar Azman          | Malásia              | 382.77     | 8          | 404.61 | 6     |
| 7                 | Illya Kvasha Oleksiy Pryhorov             | Ucrânia              | 420.81     | 4          | 403.65 | 7     |
| 8                 | Nicholas Robinson-Baker Christopher Mears | Reino Unido          | 388.92     | 7          | 391.53 | 8     |
| 9                 | René Hernández Jorge Luis Pupo            | Cuba                 | 366.99     | 12         | 381.72 | 9     |
| 10                | Kim Yeong-Nam Woo Ha-Ram                  | Coreia do Sul        | 378.24     | 10         | 377.34 | 10    |
| 11                | Stefanos Paparounas Michail Fafalis       | Grécia               | 382.77     | 8          | 376.02 | 11    |
| 12                | Giovanni Tocci Andreas Billi              | Itália               | 372.96     | 11         | 362.88 | 12    |
| 13                | Alfredo Colmenarez Jesus Liranzo          | Venezuela            | 360.03     | 13         | 7      | 13    |
| 14                | Héctor García Nicolás García              | Espanha              | 341.16     | 14         | 6      | 14    |
| 15                | Chow Ho Wing Jason Poon                   | Hong Kong            | 326.46     | 15         | 5      | 15    |
| 16                | Frandiel Gomez Argenis Alvarez            | República Dominicana | 323.46     | 16         | 4      | 16    |
| 17                | Andryan Andryan Akhmad Sukran Jamjami     | Indonésia            | 313.26     | 17         | 3      | 17    |
| 18                | Ng Wai Hou Leong Kam Cheong               | Macau                | 299.70     | 18         | 2      | 18    |
| 19                | Dimitry Prosvirinin Dmitriy Sorokin       | Azerbaijão           | 294.66     | 19         | 1      | 19    |